# Curva di luce

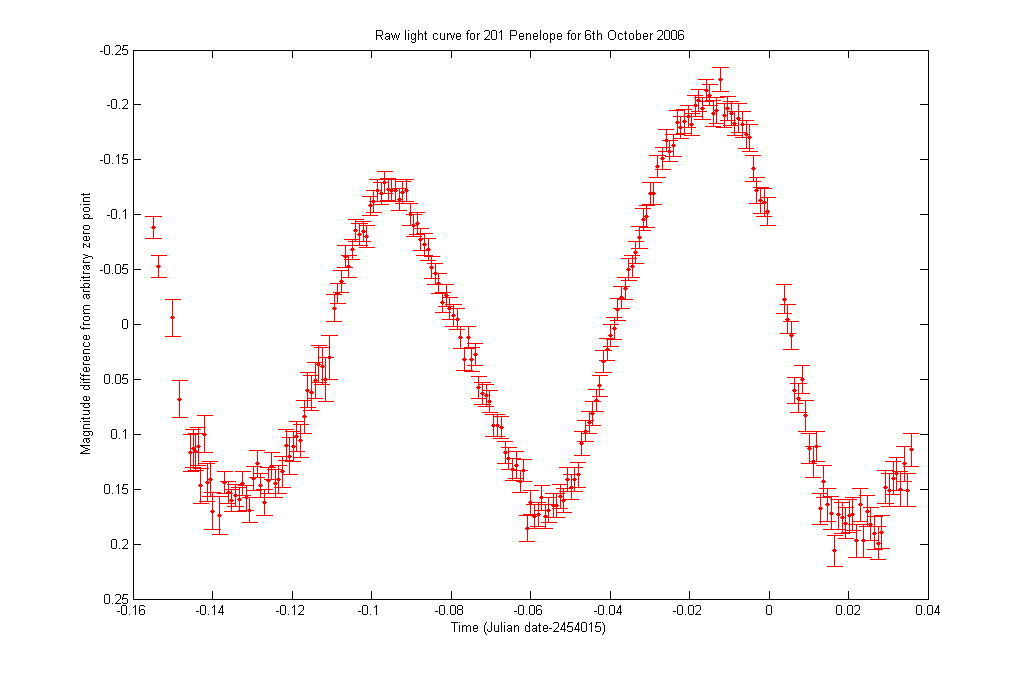
Curva di luce dell'asteroide 201 Penelope, che copre un intero periodo di rotazione della durata di 3,7474 ore.

In astronomia, una curva di luce è un grafico che mostra l'andamento della luminosità di un oggetto o di una regione celeste in funzione del tempo. La luce è in genere misurata in una particolare frequenza o banda spettrale.
Le curve di luce possono essere periodiche, come nel caso delle binarie a eclisse, delle variabili Cefeidi e di altre variabili periodiche, per il transito di pianeti extrasolari, oppure aperiodiche, come le curve di luce di una nova, di una variabile cataclismica, di una supernova o di microlenti gravitazionali.
Lo studio delle curve di luce, assieme ad altre osservazioni, può dare molte informazioni sui processi fisici che le producono e può influenzare lo sviluppo delle teorie fisiche che cercano di spiegarle.

## Planetologia
In planetologia, una curva di luce può essere utilizzata per stimare il periodo di rotazione di un pianeta minore, di un satellite, o di un nucleo cometario. Dalla Terra spesso non è possibile risolvere un piccolo oggetto del nostro sistema solare, nemmeno coi più potenti telescopi, poiché la dimensione angolare apparente dell'oggetto è più piccola di un pixel delle camere CCD. Gli astronomi misurano la quantità di luce prodotta da un oggetto in funzione del tempo (curva di luce). La differenza tra luminosità massima e minima (l'ampiezza della curva di luce) può essere dovuta alla forma dell'oggetto, o ad aree chiare e scure della sua superficie. Ad esempio, la curva di luce di un asteroide asimmetrico ha in genere picchi di luce più pronunciati, mentre la curva di luce di un oggetto più sferico è normalmente più piatta e regolare. Quando la curva di luce si estende su un lungo periodo di tempo, viene chiamata curva di luce secolare.